# Provinz Concepción (Chile)
Die Provinz Concepción ist eine Provinz in der chilenischen Región del Biobío. Sie erstreckt sich auf einer Fläche von 3439,3 km² und hat 912.889 Einwohner (Stand: 2002). Die Provinzhauptstadt ist Concepción.

## Gemeinden
Die Provinz Concepción ist in die 12 Gemeinden untergliedert:
- Concepción
- Coronel
- Chiguayante
- Florida
- Hualpén
- Hualqui
- Lota
- Penco
- San Pedro de la Paz
- Santa Juana
- Talcahuano
- Tomé